# Zeche Helena
Die Zeche Helena in Heven ist ein ehemaliges Steinkohlenbergwerk. Die Zeche war auch unter den Namen Zeche Helene und Zeche Helena Stollen bekannt. Mit dem Übergang zum Tiefbau wurde sie auch Zeche Helene Tiefbau genannt. Das Bergwerk gehörte zum Märkischen Bergamtsbezirk.

## Geschichte

### Die Anfänge
Am 11. Juni des Jahres 1791 erfolgte die allgemeine Belehnung, die Verleihung der einzelnen Flöze musste gesondert erfolgen. Am 29. Mai des Jahres 1793 wurde ein Vertrag zum Anlegen des Gesellschafts Erbstollens geschlossen. Im Jahr 1800 wurde aus dem Gesellschafts Erbstollen ein Querschlag in südlicher Richtung vorgetrieben. Der Querschlag wurde ab Flöz Billigkeit beginnend vorgetrieben und erreichte nach 30 Metern das Flöz Helena. Beide Flöze hatten eine Mächtigkeit von 40 Zoll. Im Anschluss daran wurde mit dem Abbau begonnen. Im August des darauf folgenden Jahres wurde die Zeche Helena stillgelegt. Ab Mai des Jahres 1831 wurde die Zeche wieder in Betrieb genommen und im Flöz eine Strecke in Richtung Westen aufgefahren. Im Jahr 1834 wurde die Mutung für die Flöze Helena, Helena II und Helena III eingelegt. Im Jahr 1835 wurde die Mutung für das Flöz Helena IV eingelegt. Am 5. Oktober desselben Jahres wurde ein Längenfeld verliehen, jedoch fand in diesem Jahr nur wenig Abbau statt. In der Zeit vom 26. März bis zum 24. April des Jahres 1838 erfolgte die Konsolidation zur Zeche Vereinigte Königskrone. Die Konsolidation diente dem Abbau unterhalb der Stollensohle. Im Jahr 1840 fand nur geringer Abbau statt, die Kohlen wurden zu einer Kohlenniederlage an der Ruhr transportiert.

### Die weiteren Jahre
Ab dem Jahr 1845 fanden wieder Ausrichtungsarbeiten auf dem Bergwerk statt. Um die Wetter zu verbessern, wurde vor dem östlichen Ort ein Überhauen weiter aufgefahren. Die im östlichen Ort gewonnenen Kohlen waren zur Zeit unrein und unbrauchbar. Um wieder auf bessere Kohlen zu stoßen, war geplant eine übertägige markscheiderische Vermessung durchzuführen. Im Ort Bo. 1 nach Osten und im Ort No. 1 nach Westen wurde ein verschmälertes Flöz angefahren. Auf Antrag der Gewerkschaft wurde der weitere Betrieb der beiden Örter gestundet. Der Querschlag nach Norden wurde weiter aufgefahren, um das 40-zöllige Flöz weiter auszurichten. Am 30. März des Jahres 1848 wurden drei Geviertfelder verliehen, es waren die Geviertfelder Helena I bis III. Am 21. März des Jahres 1852 konsolidierten die Zeche Helena mit den Geviertfeldern Helena I und Helena II. Im selben Jahr wurde auch noch der Helena Erbstolln übernommen und das Erbstollenrecht des Helena Erbstollens gelöscht. Im Jahr 1855 wurde ein 170 Lachter langer Schienenweg erstellt. Der Schienenweg begann am Erbstollen und führte zum Kohlenmagazin an der Ruhr und zum Landabsatzpunkt an der Herbeder Brücke. Im selben Jahr wurde der Übergang zum Tiefbau vorbereitet. Das Bergwerk gehörte zu dieser Zeit zum Geschworenenrevier Hardenstein.

### Die letzten Jahre bis zur Konsolidation
Im Jahr 1856 wurde damit begonnen, den Tiefbauschacht Helena zu teufen. Der Ansatzpunkt des Schachtes befand sich beim heutigen Sportplatz nördlich vom Hellweg. Der Schachtansatzpunkt war so gewählt worden, damit er direkt an die geplanten Eisenbahnlinie Witten-Bochum angeschlossen werden konnte. Durch die Lage des Schachtansatzpunktes war auch ein direkter Anschluss an die Bergisch-Märkische Eisenbahn möglich. Die Stollensohle lag bei einer Teufe von 44 Metern ab Schachtansatzpunkt, somit bei +81 Metern NN. Die Schachtscheibe hatte die lichten Abmessungen von 22 mal 14 11/12 Fuß. Im Jahr 1857 wurde bei einer Teufe von 74 Metern (+50 Meter NN) die erste Sohle angesetzt. Der Schacht war im oberen Bereich mittlerweile ausgemauert worden. Über Tage wurden in diesem Jahr mehrere Maschinen installiert. Im Jahr 1858 wurde der Schacht tiefer geteuft. Für die Förderung und die Wasserhaltung wurde ein Dampfhaspel eingesetzt. Im darauffolgenden Jahr wurde bei einer Teufe von 147 Metern (−23 Meter NN) die 2. Sohle angesetzt. Noch im selben Jahr wurde mit dem Bau der Füllörter begonnen. Um die geförderten Kohlen ins weitere Umland transportieren zu können, plante man den Bau einer Pferdebahn bis zum Wittener Bahnhof der Bergisch-Märkischen Eisenbahn zu erstellen. Im Jahr 1860 waren die Querschläge nach Norden und nach Süden auf der Wettersohle und auf der ersten Tiefbausohle in Betrieb. Es wurde mit der Auffahrung der Sohlenstrecken für die bereits aufgeschlossenen Flöze Hammerbank, Roman, Laberne I. und Laberne II. begonnen. Im Jahr 1861 wurde oberhalb der Stollensohle noch einige Zeit im Flöz Laberne I. abgebaut. Im Laufe des Jahres wurde der Abbau über der Stollensohle beendet. Auf der ersten Tiefbausohle wurden die Querschläge weiter aufgefahren. In den Flözen Laberne I. und Hammelbeck wurde mit den Vorrichtungsarbeiten begonnen. Über Tage wurde in diesem Jahr ein Eisenbahnanschluss erstellt. Das Bergwerk gehörte zu dieser Zeit zum Bergrevier Witten.
Im darauffolgenden Jahr erreichte der, auf der ersten Tiefbausohle aufgefahrene, Hauptlösungsquerschlag nach Norden eine Auffahrungslänge von 203½ Lachter. Bei der Auffahrung wurde eine Sandsteinschicht durchörtert, die überwiegend wasserführend war. Mit dem südlichen Querschlag der gleichen Sohle wurde das Flöz Friedrich durchfahren. Der Querschlag erreichte eine Länge von 139¾ Lachter. Das Flöz war im vorderen Bereich stark zerdrückt, allerdings wurde das Flöz im Verlauf der Auffahrung nach Westen stetig besser, sodass es bald eine Mächtigkeit von 40 Zoll hatte. Außerdem wurde mit diesem Querschlag das Flöz Carl aufgeschlossen, welches eine Mächtigkeit von 47 Zoll reiner Kohle hatte. Im Jahr 1863 kam es im Westfeld zu einem Flözbrand. Der Abbau in diesem Feldesteil musste im Flöz Hammerbank komplett eingestellt werden. Außerdem musste das ganze Westfeld abgedämmt werden. Auf der ersten Tiefbausohle wurde der Querschlag nach Norden, der zur Lösung des Flözes Billigkeit dienen sollte, weiter aufgefahren. Der Querschlag, der zur Lösung des Flözes No. 4 begonnen worden war, konnte in diesem Jahr das Flöz noch nicht durchfahren. Im selben Jahr wurde das Grubenwasser der Zeche Billigkeit gelöst und die auf der Zeche Billigkeit abgebauten Kohlen gefördert. Außerdem wurden in diesem Jahr die Sohlenstrecke nach Osten im Flöz Friedrich weiter aufgefahren. Das Flöz war weiterhin stark gestört. Nach Westen hatte das Flöz eine Mächtigkeit von 40 Zoll. Im Flöz Carl waren beide Sohlenstrecken belegt. Im Jahr 1865 gehörte zur Berechtsame auch die Zeche Laterne, die einen tonnlägigen Schacht besaß, der sich 200 Meter nördlich von Schacht Helena befand. Im Jahr 1868 wurde dem Bergamt von den Gewerken der Zeche Helena der Gewerkschaftsstatus der Zeche gemeldet. Im Jahr 1868 wurden vorwiegend Ausrichtungsarbeiten getätigt. Im darauffolgenden Jahr kam es zur Konsolidation zur Zeche Helene Tiefbau.

### Förderung und Belegschaft
Auf dem Bergwerk wurden backende Kohlen abgebaut. Die ersten bekannten Förderzahlen stammen aus dem Jahr 1832, damals wurde eine Förderung von 3929 Scheffeln Steinkohle erbracht. Im Jahr 1834 stieg die Förderung an auf 14.252 Scheffel Steinkohle. Im Jahr 1840 sank die Förderung drastisch auf 1618 Scheffel. Fünf Jahre später Anstieg der Förderung auf 4877 Scheffel Steinkohle. Die ersten Belegschaftszahlen stammen aus dem Jahr 1847, es waren zwischen 18 und 36 Bergleute auf dem Bergwerk beschäftigt, die eine Förderung von 31.083 Scheffeln erbrachten. Im Jahr 1855 wurden mit 69 Bergleuten 46.998¼ preußische Tonnen Steinkohle gefördert. Im Jahr 1858 wuchs die Belegschaft auf 130 Bergleute. Die letzten bekannten Belegschaftszahlen stammen aus dem Jahr 1865, damals waren 174 Bergleute auf dem Bergwerk beschäftigt, die eine Förderung von 40.174 Tonnen Steinkohle erbrachten. Die letzten bekannten Förderzahlen des Bergwerks stammen aus dem Jahr 1868, in diesem Jahr wurden 25.898 Tonnen Steinkohle gefördert.

## Was geblieben ist
Von der Zeche Helena ist nur die Fläche der ehemaligen Kohlenniederlage an der Ruhr erhalten geblieben. Diese befindet sich in Heven südlich der Ruhrbrücke in der Nähe der Straße „In der Lake“.